# Heinrich Bechtel (Politiker)
Heinrich Bechtel (* 2. September 1882 in Bonn; † 10. September 1962 in Diez) war ein deutscher Politiker (SPD).

## Leben und Beruf
Bechtel war der Sohn eines katholischen Maurers. Nach dem frühen Tod seiner Mutter gab der Vater Heinrich Bechtel und seine zwölf Geschwister ins Waisenhaus, wo er aufwuchs. Bechtel besuchte die Volksschule in Bonn und arbeitete anschließend bis 1903 als Gehilfe. Ab 1903 leistete er freiwilligen Militärdienst in Deutsch-Südwestafrika und war an der Niederschlagung des Herero-Aufstandes beteiligt. Daneben war er dort bis 1907 zum Eisenbahnbau abkommandiert. Aufgrund einer schweren Herzkrankheit schied er aus dem Dienst aus. Am 2. Februar 1907 heiratete er in Wiesbaden Olga geborene Just (1883–1958), die Tochter eines Fotografen. Er war, wie auch seine Ehefrau, freireligiös. 1913 bis 1925 war er Geschäftsführer einer Genossenschaft in Wehen und Diez. 1925 bis 1933 war er Geschäftsführer und Redakteur der SPD-Zeitung Volksstimme im SPD-Bezirk Limburg.
Nach der Machtergreifung der Nationalsozialisten 1933 wurde er arbeitslos und mehrfach verhaftet. 1936 bis 1943 arbeitete er als Filialleiter der Gemeinnützigen Einkaufsgenossenschaft Diez. 1944 wurde er verhaftet und blieb bis 1945  im KZ Dachau. Nach dem Krieg war er kurzzeitig Geschäftsführer der AOK Diez und danach kaufmännischer Angestellter. Er war öffentlicher Kläger in Diez und Koblenz.

## Politik
Bechtel war seit 1902 Mitglied der SPD. Ab 1907 gehörte er dem Vorstand der SPD Wiesbaden, 1908 bis 1933 dem Bezirksvorstand der SPD an.
1920 bis 1933 war er Mitglied des Kommunallandtags Wiesbaden und vor 1933 auch Mitglied der Gemeindevertretung in Wehen, des Stadtrates Diez und des Kreistags des Unterlahnkreises.
Während der Zeit des Nationalsozialismus war eine legale politische Betätigung nicht möglich. Nach dem Krieg wurde er erneut Mitglied der SPD und war erneut bis Mitte der 1950er Jahre Mitglied des Stadtrates Diez und des Kreistags des Unterlahnkreises.
1946/47 war er Mitglied der Beratenden Landesversammlung des Landes Rheinland-Pfalz. Dem Rheinland-Pfälzischen Landtag gehörte er von 1947 bis 1955 an.  Im Landtag war er in der ersten Wahlperiode Mitglied im Agrarpolitischen Ausschuss, Flüchtlingsausschuss / Hilfsausschuss für zugewanderte Personen, Hauptausschuss und Haushalts- und Finanzausschuss. In der zweiten Wahlperiode gehörte er dem Hauptausschuss an.

## Ehrungen
- Bundesverdienstkreuz 1. Klasse